# Salavat Ioulaïev
Salavat Ioulaïev (en russe : Салауат Юлаев), né le 16 juin 1754, à Tekeïevo, en Bachkirie, dans l'Empire russe  et décédé le 26 septembre 1800 à Paldiski en Estonie dans l'Empire russe, est un poète et combattant bachkir qui a participé à la révolte de Pougatchev. Il est considéré comme un héros national en Bachkirie.

## Biographie
Salavat Ioulaïev est né à Tekeïevo, dans la province d'Oufa, sous la tutelle d'Orenbourg (actuellement République de Bachkirie). Tekeïevo est le nom d’un village situé à environ 30 km au sud-est de Salavat (nom de la ville donné en hommage à Salavat Ioulaïev) dans le district de Bakalinsky. Il a été fondé en 1744 par des colons russes et a été le théâtre de plusieurs affrontements entre les troupes impériales et les rebelles bachkirs. Il fut même incendié en 1755. Aujourd’hui, le village compte près de 500 habitants et fait partie de la municipalité rurale de Tekeïevskoïe et compte en son sein quelques vestiges comme un mémorial érigé à la gloire de Salavat.